# Цзяоцюй (Чанчжи)
Район Цзяоцю́й (кит. упр. 郊区, пиньинь Jiāo qū) — район городского подчинения городского округа Чанчжи провинции Шаньси (КНР). Название в переводе означает «пригородный район».

## История
В 1975 году город Чанчжи был выведен из-под юрисдикции Округа Цзиньдуннань (晋东南地区), став городом провинциального подчинения, и был разделён на Городской район и Пригородный район.
В 1985 году постановлением Госсовета КНР были расформированы город Чанчжи и округ Цзиньдуннань, и район Чэнцюй вошёл в состав городского округа Чанчжи.
19 июня 2018 года в соответствии с постановлением Госсовета КНР Городской и Пригородный районы были объединены в район Лучжоу.

## Административное деление
Район делится на 2 уличных комитета, 5 посёлков и 1 волость.